# Víctor Andrés García-Belaúnde Velarde
Víctor Andrés García-Belaúnde Velarde (Lima, 19 de septiembre de 1977) es un psicólogo, filósofo, educador, escritor, investigador, eticista y divulgador científico peruano.

## Biografía
Hijo de Víctor Andrés García Belaúnde y Lucila Velarde Escardó.
Ingresó a la Universidad de Lima, en la cual estudió Psicología y se graduó con honores cum laude. Obtuvo una Maestría en Historia de la Filosofía en la Universidad Nacional de San Marcos, y otra en Ética Profesional Aplicada en la Universidad Nacional de Australia, en la cual se graduó con distinción con una tesis sobre la viabilidad moral de la ingeniería genética en humanos.
Dirige Manzana Escéptica, un programa para la popularización de la ciencia en LaMula TV. Fue panelista en Guía Escéptica, el primer pódcast de Perú sobre escepticismo, racionalidad y ciencia. Es miembro de la Asociación Peruana de Periodistas y Comunicadores de Ciencia (APCIENCIA), organización con la cual ha participado del II Foro Nacional de Periodismo Científico y Divulgación de Perú, y Miembro Honorario de la Asociación Peruana de Ateos (APERAT).
Se ha desempeñado como docente en la Universidad Científica del Sur en donde investigó y enseñó Ética, Filosofía de la Ciencia, Epistemología y Teoría de Ciencia, y Deontología, respectivamente. Actualmente forma parte del Vicerrectorado de Investigación de la Universidad San Ignacio de Loyola donde se desempeña como Docente Investigador. 

## Otras actividades públicas notables
Garcia-Belaúnde Velarde es cofundador y director ejecutivo de la Sociedad de Humanista Secular de Perú. Ha publicado varios artículos en ciencia y naturaleza humanas desde una perspectiva psicológica y filosófica. Ha sido un panelista en programas educativos para Unión Radiofónica, Radiofónico Miraflores y RPP. Anteriormente, fue un regular panelista en Radiofónico Canto Grande 'Para-normales de la noche', el primer programa radiofónico para levantar concientización del escepticismo en Perú.
Desde la creación de la ‘Manzana Escéptica’ el 2014, se realizaron varios programas en aras de la protección del medio ambiente, haciendo énfasis en las especies en peligro de extinción y en los efectos adversos del cambio climático. Gracias a la Manzana y a la promoción de la ecología en general, se hizo acreedor de la Condecoración Go Harlem Brudtland por el Instituto Peruano para la Sostenibilidad y el Desarrollo (IPSD). 
En noviembre coorganizó y participó del Primer Foro Nacional sobre la Cuarta Revolución Industrial, un evento que reunió gran número de académicos, divulgadores científicos e instituciones peruanas dedicados a la investigación sobre la Cuarta Revolución Industrial en el Perú. Como parte de sus labores de divulgación académica y científica, en diciembre del 2020 García-Belaunde formó parte del proyecto de creación del Fondo Editorial de la Sociedad Secular Humanista del Perú en el cual ocupa el cargo de director Editorial. El Fondo Editorial cuenta con dos revistas de publicación periódicas y varias publicaciones impresas.

## Publicaciones
Ha publicado varios libros sobre filosofía y divulgación científica. El primero se titula ‘Crítica de las interacciones del alma: Una aproximación aristotélica y cartesiana a partir de la ciencia normal’ (2012). Dicho libro discute las explicaciones anímicas del sistema aristotélico y del dualismo cartesiano desde una perspectiva naturalista y realiza un breve recuento de la evolución de la
materia hasta la aparición de la conciencia. El segundo libro se llama ‘La genética de Dios: ¿Tenemos el derecho de modificar la naturaleza humana?’ (2017) publicado con la editorial Máquina de Ideas. Discute los aspectos éticos de aplicar la ingeniería genética en las personas de forma que altere su naturaleza. Se esboza una definición de lo que es la naturaleza humana desde una perspectiva científica y se critica la llamada ‘objeción de jugar a ser Dios’ contra el mejoramiento genético. Es un libro que aporta a la filosofía transhumanista. El mes de diciembre del 2020 presentó y publicó su tercer libro en colaboración con los biólogos Héctor Aponte y Daniel Barona en el Fondo Editorial de la Sociedad Secular Humanista del Perú, se titula El Mundo Invisible (2020), una colección de ensayos con pensamiento crítico dedicados a la divulgación científica que intentan responder preguntas tales como ¿existen los fantasmas? ¿Son reales las abducciones y los viajes astrales? ¿Por qué hay gente que cree que la Tierra es plana?